# APILAS
Armor-Piercing Infantry Light Arm System (APILAS) – francuski granatnik przeciwpancerny produkowany przez firmę Nexter.

## Historia konstrukcji
W 1978 roku w zakładach Manurhin rozpoczęto prace nad granatnikiem przeciwpancernym. Według założeń pocisk miał mieć głowicę kumulacyjną o przebijalności zbliżonej do zastosowanej w ppk MILAN. W praktyce oznaczało to, że nowy granatnik powinien być w stanie przebić pancerz czołowy dowolnego czołgu podstawowego. W 1981 roku podczas testów seryjnych egzemplarzy uzyskano przebijalność ponad 700 mm RHA. Ostatecznie powstał granatnik o rakietowym układzie miotającym.

## Konstrukcja
Pocisk rakietowy o kalibrze 112 mm został umieszczony w jednorazowej wyrzutni wykonanej z kompozytu składającego się z poliamidu i włókien szklanych. Oba końce wyrzutni są chronione przez zdejmowane przed strzałem pokrywy z polistyrenu. Wylot wyrzutni jest dodatkowo chroniony przez membranę rozrywaną w chwili strzału. Broń wyposażona jest w celownik optyczny o czterokrotnym powiększeniu. Celownik może być zamocowany po prawej lub lewej stronie wyrzutni, a chwyty są ustawione pod kątem 120° dzięki czemu broń może być używana równie łatwo przez osoby prawo i leworęczne. Na broni można zainstalować dodatkowo celownik noktowizyjny. Wyrzutnia jest wyposażona w elektryczny mechanizm odpalający zasilany dwiema bateriami litowymi.
Pocisk rakietowy ma kaliber 112 mm. Jego korpus i dysza są wykonane z włókna poliamidowego. Wnętrze dyszy jest dodatkowo wzmocnione wkładką z aluminium. W przedniej części pocisku znajduje się wyposażona w miedzianą wkładkę głowica kumulacyjna kalibru 108 mm. Od przodu jest ona osłaniana przez wydłużony czepiec balistyczny. Zapalnik piezoelektrzyczny, uzbrajający się w odległości 25 m od strzelającego, zapewnia odpalenie głowicy przy kątach uderzenia do 80°. Pocisk jest stabilizowany przy pomocy brzechw i powolnego ruchu obrotowego.

## Dane taktyczno-techniczne
- Kaliber: 112 mm
- Masa: 9 kg
- Masa pocisku: 4,3 kg
- Długość: 1260 mm
- Prędkość początkowa pocisku: 293 m/s
- Donośność: 
  - do celów ruchomych: 300 m
  - do celów nieruchomych: 500 m
- Przebijalność: 720 mm

## Użytkownicy
- Belgia
- Chile
- Kolumbia
- Korea Południowa
- Francja
- Finlandia
- Włochy
- Jordania
- Arabia Saudyjska
- Tajwan
- Cypr

APILAS został przyjęty do uzbrojenia między innymi przez armie Francji, Finlandii, Włoch i Jordanii i był używany bojowo podczas I wojny w Zatoce Perskiej. Wystrzelono podczas niej około 2000 pocisków tego typu, potwierdzając ich wysoką skuteczność.